# Verordnung (EU) Nr. 666/2013
Die Verordnung (EU) Nr. 666/2013 der Europäischen Kommission legt Anforderungen an die umweltgerechte Gestaltung („Ökodesign“) netzbetriebener Staubsauger fest. Dies geschieht im Rahmen der Ökodesign-Richtlinie. Ziel der Verordnung ist es, den Energiebedarf der Staubsauger zu verringern.
Die Verordnung gilt für die Mitgliedstaaten der Europäischen Union und des Europäischen Wirtschaftsraums. Für ihre Durchsetzung sind die zuständigen Behörden der einzelnen Mitgliedsstaaten verantwortlich.

## Bestimmungen

### Energieverbrauch
Ab dem 1. September 2014 darf die Wirkleistungsaufnahme maximal 1600 Watt betragen und ab September 2017 noch 900 Watt. Laut Kommission darf ab September 2014 der Energiebedarf 62 Kilowattstunden pro Jahr, und ab September 2017 43 Kilowattstunden pro Jahr nicht übersteigen.

### Lärmbelastung und Staubemission
Die Lärmbelastung von neu in Verkehr gebrachten Geräten darf ab dem 1. September 2017 max. 80 dB(A) und die Staubemission höchstens 1,00 % betragen.

### Haltbarkeit
Diese Verordnung beinhaltet ebenfalls Bestimmungen zur Mindesthaltbarkeit der Motoren in Staubsaugern, diese wird auf mindestens 500 Arbeitsstunden festgelegt.

### Geltungsbereich
Die Verordnung (EU) Nr. 666/2013 gilt nicht für Nasssauger, kombinierte Nass- und Trockensauger, akkugetriebene Staubsauger, Saugroboter, Industriestaubsauger, Zentralstaubsauger, Bohnermaschinen und Staubsauger für den Außenbereich. Die Klassifizierung der jeweiligen Staubsauger in die jeweiligen Kategorien geschieht nach Definition der EU-Kommission.

## Kritik
Kritikern der neuen Regulierung zufolge könnte die Richtlinie dazu führen, dass die Hersteller die Größe der Saugdüsen verkleinern um bei geringerer Leistungsaufnahme die gleiche Saugleistung bei längerem Saugen zu erbringen, wodurch sich wiederum der Stromverbrauch sogar erhöhen könnte.